# Piotr Szmatuła
Piotr Szmatuła (ur. 24 czerwca 1892 w Kurowie, zm. 4 lutego 1959 w Opalenicy) – plutonowy Wojska Polskiego, kawaler Orderu Virtuti Militari.

## Życiorys
Urodził się w Kurowie w rodzinie  Michała i Konstancji z domu Zalewska. Ukończył szkołę powszechną, a w późniejszym czasie pracował jako górnik. 
W czasie trwającej I wojny światowej służył w armii niemieckiej. Wziął czynny udział w powstaniu wielkopolskim. 10 stycznia 1919, jako ochotnik kompanii opalenickiej walczył pod Zbąszyniem, a dwa dni później pod Strzyżewem . Następnie walczył pod Łomnicą, Grójcem, Kłębowem oraz Lesznem. 17 stycznia, po zdobyciu miejscowości Nowy Dwór, został ciężko ranny w lewy obojczyk i przewieziony do szpitala w Poznaniu . 
Później wstąpił do 155 pułku piechoty. W 1920 razem z pułkiem walczył na froncie północno-wschodnim. Dowodził w pułku 5 kompanią oraz krótko 14 kompanią. 20 lipca 1920 wykazał się walcząc pod Grodnem podczas której zaatakował i rozbił oddział bolszewików, który był liczebnie silniejszy, pozwalając tym manewrem zabezpieczyć zagrożone lewe skrzydło pułku. Powstrzymał kontratakującego wroga do rzeki Niemen, a tam otoczony i bez otrzymanego rozkazu odwrotu w dniu następnym dostał się do niewoli. Uciekł z niej i przez Litwę oraz Niemcy przybył do jednostki. Za czyny te został wyróżniony nadaniem Krzyża Srebrnego Orderu Virtuti Militari. W sierpniu 1920 walczył podczas obrony Warszawy na odcinku Zegrze. 
Na początku 1921 został zdemobilizowany i uznany za inwalidę wojennego. Starał się o pracę, aż w końcu został pracownikiem na odcinku drogowym na stacji kolejowej w Opalenicy. W czasie trwania II wojny światowej walczył w Polskich Siłach Zbrojnych na zachodzie. Po wojnie zamieszkał w Opalenicy, gdzie zmarł. Był żonaty i miał wielodzietną rodzinę.

## Ordery i odznaczenia
- Krzyż Srebrny Orderu Wojskowego Virtuti Militari nr 5988 – 6 grudnia 1922[6][3][7]
- Krzyż Walecznych trzykrotnie[3]
- Wielkopolski Krzyż Powstańczy – 4 kwietnia 1958[2]